# イタリア風序曲 (シューベルト)
イタリア風序曲（イタリアふうじょきょく）はフランツ・シューベルトが作曲した序曲。ニ長調のイタリア風序曲第1番(D 590)とハ長調のイタリア風序曲第2番(D 591)がある。

## 概要
1817年にシューベルトが作曲した。当時ウィーンではロッシーニの音楽が流行っており、その影響を受けて作られた。同年シューベルト自身により4手のピアノ連弾曲に編曲されている。
1818年3月にD 590かD 591のどちらかが公開演奏されている。
後にD 590は「ロザムンデ」序曲（「魔法の竪琴」）の一部に転用されている。

## 編成
D 590とD 591で同じ編成である。
フルート2、オーボエ2、クラリネット2、ファゴット2、ホルン2、トランペット2、ティンパニ、弦五部